# 南斯拉夫国家足球队
南斯拉夫国家足球队，是1920年至1992年间代表南斯拉夫的足球队，其名称在不同时期根据国家名称而变化，分别为：塞尔维亚人、克罗地亚人和斯洛文尼亚人王国（1920-1929年）、南斯拉夫王国（1929-1941年）、南斯拉夫联邦人民共和国（1946-1963年）、南斯拉夫社会主义联邦共和国（1963-1992年）。1992年至2002年间代表南斯拉夫的是南斯拉夫联盟共和国国家足球队，2003年更名为塞尔维亚和黑山国家足球队，2006年黑山宣佈獨立後，改为塞尔维亚国家足球队。
现在，处于原南斯拉夫境内并独立组队参加国际足球赛事的共有7个：塞尔维亚国家足球队、黑山国家足球队、斯洛文尼亚国家足球队、克罗地亚国家足球队、波斯尼亚和黑塞哥维那国家足球队、马其顿国家足球队和科索沃國家足球隊。1992年前进入南斯拉夫国家队的球员中有不少在联邦解体后选择加入了克罗地亚籍，不再代表南斯拉夫参赛。六年后，克罗地亚队取得了南斯拉夫国家队从未达到的世界杯季军的成绩，而2018年更取得當屆世界盃的亞軍。
南斯拉夫足球隊過去以球員腳法細膩見稱，有『歐洲巴西』之譽，並多次打入世界杯決賽周次圈。南斯拉夫在1992年打入歐洲國家杯決賽周，但因南斯拉夫內戰而被國際制裁，足球隊也被禁參賽，改為外圍賽同組的次名球隊丹麥頂替。南斯拉夫也成為自二次大戰後德國被禁參與國際賽後，首支因政治事件而被禁制參賽的歐洲國家足球隊。

## 历届世界杯成绩
- 1930 - 第四名
- 1934 - 未进入决赛圈
- 1938 - 未进入决赛圈
- 1950 - 第一轮小组赛
- 1954 - 八強
- 1958 - 八強
- 1962 - 第四名
- 1966 - 未进入决赛圈
- 1970 - 未进入决赛圈
- 1974 - 第二轮小组赛
- 1978 - 未进入决赛圈
- 1982 - 第一轮小组赛
- 1986 - 未进入决赛圈
- 1990 - 八強

## 历届欧洲國家杯成绩
- 1960 - 亚军
- 1964 - 未进入决赛圈
- 1968 - 亚军
- 1972 - 未进入决赛圈
- 1976 - 第四名
- 1980 - 未进入决赛圈
- 1984 - 小组赛
- 1988 - 未进入决赛圈
- 1992 - 获得决赛资格后因内战爆发而受国际制裁，替补参赛的丹麦却奇迹般的夺得冠军。